# Grand Prix Formule 1 van Monaco 1964
De Grand Prix Formule 1 van Monaco 1964 werd gehouden op 10 mei in Monte Carlo op het circuit van Monaco. Het was de eerste race van het seizoen.

## Uitslag
| Pos. | Nr. | Coureur             | Constructeur    | Rondes | Tijd / Oorzaak uitval | Grid | Punten |
| ---- | --- | ------------------- | --------------- | ------ | --------------------- | ---- | ------ |
| 1    | 8   | Graham Hill         | BRM             | 100    | 2:41:19.5             | 3    | 9      |
| 2    | 7   | Richie Ginther      | BRM             | 99     | + 1 Ronde             | 8    | 6      |
| 3    | 11  | Peter Arundell      | Lotus-Climax    | 97     | + 3 Rondes            | 6    | 4      |
| 4    | 12  | Jim Clark           | Lotus-Climax    | 96     | Motor                 | 1    | 3      |
| 5    | 19  | Jo Bonnier          | Cooper-Climax   | 96     | + 4 Rondes            | 11   | 2      |
| 6    | 18  | Mike Hailwood       | Lotus-BRM       | 96     | + 4 Rondes            | 15   | 1      |
| 7    | 16  | Bob Anderson        | Brabham-Climax  | 86     | Versnellingsbak       | 12   |        |
| 8    | 24  | Jo Siffert          | Lotus-BRM       | 78     | + 22 Rondes           | 16   |        |
| 9    | 9   | Phil Hill           | Cooper-Climax   | 70     | Ophanging             | 9    |        |
| 10   | 20  | Lorenzo Bandini     | Ferrari         | 68     | Versnellingsbak       | 7    |        |
| NF   | 6   | Dan Gurney          | Brabham-Climax  | 62     | Versnellingsbak       | 5    |        |
| NF   | 4   | Maurice Trintignant | BRM             | 53     | Oververhitting        | 13   |        |
| NF   | 5   | Jack Brabham        | Brabham-Climax  | 29     | Injectie              | 2    |        |
| NF   | 10  | Bruce McLaren       | Cooper-Climax   | 17     | Wiellager             | 10   |        |
| NF   | 21  | John Surtees        | Ferrari         | 15     | Versnellingsbak       | 4    |        |
| NF   | 15  | Trevor Taylor       | BRP-BRM         | 8      | Benzinelek            | 14   |        |
| NQ   | 17  | Chris Amon          | Lotus-BRM       |        |                       |      |        |
| NQ   | 2   | Peter Revson        | Lotus-BRM       |        |                       |      |        |
| NQ   | 3   | Bernard Collomb     | Lotus-BRM       |        |                       |      |        |
| NS   | 14  | Innes Ireland       | Lotus-BRM       |        | Ongeluk               |      |        |
| WD   | 1   | André Pilette       | Scirocco-Climax |        |                       |      |        |
| WD   | 22  | Giancarlo Baghetti  | BRM             |        | Wagen niet klaar      |      |        |
| WD   | 23  | Tony Maggs          | BRM             |        | Wagen niet klaar      |      |        |

## Statistieken
| Pole-position | Jim Clark   | Lotus-Climax | 1:34.0 |
| Snelste ronde | Graham Hill | BRM          | 1:33.9 |

## Noot
- Dit was het debuut van de Amerikaanse coureur (en toekomstig Grand Prix-winnaar) Peter Revson.
- Vijfde snelste ronde voor Graham Hill.
- Eerste podiumplaats voor Peter Arundell.

1929 · 1930 · 1931 · 1932 · 1933 · 1934 · 1935 · 1936 · 1937 · 1948 · 1950 · 1955 · 1956 · 1957 · 1958 · 1959 · 1960 · 1961 · 1962 · 1963 · 1964 · 1965 · 1966 · 1967 · 1968 · 1969 · 1970 · 1971 · 1972 · 1973 · 1974 · 1975 · 1976 · 1977 · 1978 · 1979 · 1980 · 1981 · 1982 · 1983 · 1984 · 1985 · 1986 · 1987 · 1988 · 1989 · 1990 · 1991 · 1992 · 1993 · 1994 · 1995 · 1996 · 1997 · 1998 · 1999 · 2000 · 2001 · 2002 · 2003 · 2004 · 2005 · 2006 · 2007 · 2008 · 2009 · 2010 · 2011 · 2012 · 2013 · 2014 · 2015 · 2016 · 2017 · 2018 · 2019 · 2020 · 2021 · 2022 · 2023 · 2024 · 2025